# Cruz Salmerón Acosta (municipalité)
Pour les articles homonymes, voir Cruz Salmerón Acosta (homonymie).
Cruz Salmerón Acosta est l'une des quinze municipalités de l'État de Sucre au Venezuela. Son chef-lieu est Araya. En 2011, la population s'élève à 34 936 habitants.

## Géographie

### Subdivisions
La municipalité est divisée en trois paroisses civiles avec, chacune à sa tête, sa capitale (entre parenthèses) :
- Araya (Araya) ;
- Chacopata (Chacopata) ;
- Manicuare (Manicuare).